# Pro Evolution Soccer Management
Pro Evolution Soccer Management (también conocido como PESM o PES Manager / Management) es un videojuego de gestión futbolística publicado el 24 de marzo de 2006. Es el primer juego de gestión futbolística de la serie Pro Evolution Soccer.

## El juego
El juego se basa en la temporada de fútbol 2005/06. Al comienzo del juego, se le pedirá al jugador que seleccione el club que desea administrar. Usted tiene una selección de 108 clubes, que van de 6 ligas diferentes para elegir. Estos son:
- Premier League de Inglaterra. (Parcialmente licenciada) (Solo Chelsea y Arsenal licenciados)
- La Liga de España. (Completamente licenciada)
- Serie A de Italia. (Completamente licenciada.exceptuando al Cagliari, que es remplazado por un club llamado Cluesusritchi)
- Bundesliga de Alemania. (Completamente sin licencia)
- Ligue 1 de Francia. (Completamente sin licencia)
- Eredivisie de Holanda. (Completamente licenciada)

Cada vez que se completó un partido, se ganan puntos PES. Los puntos PES pueden ser gastados en el juego para desbloquear ciertos jugadores, las características adicionales, etc. Cuando se alcanza cierto total de puntos PES, se puede aplicar a la gestión de un nuevo club (el mejor del club, los puntos PES que usted más necesita). Si se mantiene en un club por más tiempo, usted ganará más puntos PES.

## Recepción
El juego recibió bastantes críticas negativas, sobre todo debido a la gran cantidad de funciones sin licencia en el juego. Varios directores de equipo y los nombres de equipo son incorrectos. Además, si un jugador no está autorizado en el juego, no aparecerán en los resultados de búsqueda.
Otro punto de crítica es el hecho de que los clubes no pueden ser relegados. Esto ha sido considerado muy poco realista y "perezoso" por parte de los creadores, porque esto limita la jugabilidad y diversión para el jugador.

## Enlaces oficiales
- Wikimedia Commons alberga una categoría multimedia sobre Pro Evolution Soccer Management.
- Sitio Web Oficial de Konami
- Sitio Web Oficial de PES Konami
- Comunidad Oficial PESCLUB

| Predecesor: Pro Evolution Soccer 5 | PES Management 1ª Edición | Sucesor: Pro Evolution Soccer 6 |

- Datos: Q539431